# Collectio Plantarum
Collectio Plantarum (abreviado Coll. Pl.) es un libro ilustrado con descripciones botánicas que fue escrito por el botánico alemán Johan Wendland. Fue publicado en tres volúmenes con catorce partes, en los años 1805 al 1819, con el nombre de Collectio plantarum tam exoticarum quam indigenarum.

## Publicación
- vol. 1(partes 1-6): 1805-07
- vol. 2(partes 1-6): 1808-10
- vol. 3; parte 1: 1811; parte 2: 1819